# Historia de la Franja de Gaza

Franja de Gaza

La Franja de Gaza tiene sus raíces en el pueblo de los filisteos, cuyo territorio, en el máximo esplendor del reino de Israel (hace 3000 años), era similar al actual. La ciudad de Gaza, por ejemplo, ha conservado su mismo nombre durante miles de años.
Ya en el siglo XX fue una provincia del Mandato Británico de Palestina entre 1917 y 1948. Tras la partición decidida por las Naciones Unidas en 1947 entre Palestina y el Estado de Israel. Sin embargo, tras la guerra árabe-israelí de 1948, el territorio fue militarmente ocupado por Egipto.
Tras la guerra de los Seis Días (1967), la Franja fue conquistada por Israel. Así permaneció hasta 1994, cuando se firmaron los Acuerdos de Oslo. Como parte del tratado, la Autoridad Nacional Palestina recibió el 80 % del territorio.
Desde el año 2000 el ejército israelí ha realizado numerosas incursiones de represalia en la Franja. Los israelíes han instalado puestos de control fronterizos y han restringido los desplazamientos.

## Población
La Franja de Gaza es una de las regiones más densamente pobladas del planeta. Con una superficie de 360 kilómetros cuadrados, acoge a casi millón y medio de palestinos. En su mayoría, ellos se alojan en los ocho campos de las Naciones Unidas. La Franja está completamente cercada, excepto en la costa del mar Mediterráneo. Las autoridades israelíes mantienen ocho puestos fronterizos, dos de los cuales (Erez al norte y Rafah al sur) pueden ser utilizados por los palestinos.

## Economía y situación humanitaria
Según la ONU, en 2006 casi dos tercios de la población de la Franja vivían bajo el nivel tolerable de pobreza, dependiendo de la ayuda humanitaria internacional. Antes de la intifada de septiembre de 2000, unos treinta mil palestinos habitantes de Gaza trabajaban en las industrias israelíes. En diciembre de 2003, esta cifra se redujo a cuatro mil, según cifras del Banco Mundial. Cada empleado palestino mantiene a un promedio de siete personas. Alrededor de seiscientos mil personas reciben ayuda alimentaria de la ONU.
En promedio, cuarenta y cinco palestinos murieron cada día de 2004 como resultado de la creciente violencia y los enfrentamientos. Más de veinticuatro  mil palestinos han perdido sus hogares en los últimos cuatro años como resultado de las demoliciones llevadas a cabo por el Ejército israelí, que destruía en promedio ciento veinte edificaciones cada mes.
Tras las elecciones en 2006 Hamás obtuvo el poder en la Franja. Dicho partido se niega a reconocer al Estado de Israel, no renuncia a la violencia y niega los acuerdos anteriores firmados por la antigua OLP. En opinión de Israel, Estados Unidos, Canadá y la Unión Europea, Hamás es una organización terrorista, por lo que dichas entidades congelaron todos los fondos destinados con anterioridad a la ayuda humanitaria.

## Control por parte del movimiento Hamás (de 2007 hasta el presente)
En junio de 2007 se intensificó la guerra civil entre las facciones palestinas de Hamás y Fatah. Hamás desbancó finalmente a Fatah, y el 14 de junio de 2007, la Franja de Gaza fue completamente tomada por Hamás, dando como resultado un gobierno de facto en el ámbito del gobierno de la Autoridad Palestina. Las represalias de Fatah contra Hamás en Cisjordania han llevado a un resultado opuesto. 
Hamás continúa consolidando su posición en la Franja de Gaza. Ha expulsado del poder a funcionarios vinculados con Fatah, así como a otras autoridades de la Franja relacionadas con puestos de gobierno, servicios de seguridad, universidades, periódicos, etc. Hamás afianza cada vez más su poder militar: junto al acoso a la prensa, ha eliminado progresivamente las armas de manos de milicias periféricas, clanes y grupos delictivos.
Con todo, no se han esforzado por controlar el continuo lanzamiento de misiles Qassam con destino a blancos civiles israelíes del otro lado de la frontera, tales como escuelas, fábricas, casas, etc. En respuesta, Israel ha cerrado todos los accesos a la Franja, suspendiéndose así el suministro de mercancías.

### Situación actual
La Autoridad Palestina se ha encargado de la administración civil y de seguridad en la Franja de Gaza desde 1994. A diferencia de Cisjordania, no hay asentamientos israelíes o bases militares en la Franja de Gaza desde la retirada israelí del 12 de septiembre de 2005.
Tras la toma de poder de Hamás (el 14 de junio de 2007), Mahmoud Abbas, presidente de la Autoridad Palestina y miembro de Fatah, expulsó a Hamás del gobierno formando un gabinete en la capital en Cisjordania. El gobierno de Abbas ha ganado amplio apoyo internacional. Egipto, Jordania y Arabia Saudita declararon a fines de junio de 2007 que el gabinete conformado en Cisjordania es el único gobierno legítimo de Palestina. Confirmando lo declarado, Egipto trasladó su embajada de Gaza a Cisjordania. Hamás, que mantiene el control efectivo de la Franja, se enfrenta al aislamiento internacional, tanto diplomático como económico.
Hamás controla la frontera internacional con Egipto, así como con Israel. Sin embargo, en virtud del Tratado de Paz Israel-Egipto de 1979 el cruce entre la Franja de Gaza y Egipto se realizaba solo a través del cruce fronterizo de Rafah. Desde la desconexión realizada por Israel en septiembre de 2005, en virtud de un acuerdo separado, este cruce ha sido supervisado por la Misión de Asistencia de la Unión Europea. Desde el asalto de Hamás de la Franja de Gaza, los monitores ven impedidas sus funciones en el marco del acuerdo, alegando motivos de seguridad; ello ha resultado en el cierre del puesto de Rafah. El único acceso por tierra se hace a través de Israel, por los cruces de Erez y Karni. 
Israel ha llevado a cabo una dura política, cortando el suministro de combustible, el acceso a medicinas,y suministros. Calificándolo por algunos medios como «gueto de Gaza», en comparación con el gueto de Varsovia.
Las luchas internas entre Hamás y Fatah, los ataques de Israel con el subsiguiente corte de energía y combustibles (como respuesta a los ataques de Hamás), sumen a la ciudadanía en un estado de caos y desesperanza. 
El 23 de enero de 2008 militantes palestinos destruyeron varias partes del muro que divide la Franja de Gaza de Egipto, en la ciudad de Rafah. Miles de habitantes de Gaza atravesaron la frontera en busca de suministros. Dada la crisis, el presidente egipcio Hosni Mubarak ordenó a sus tropas permitir el paso a los palestinos, pero verificando que no reingresaran con armas. Esto fue imposible de realizar, ya que las masas desafiaron a la policía fronteriza egipcia.
El 27 de diciembre de 2008 Israel lanzó su operación Plomo Fundido a la Franja de Gaza, en respuesta a los ataques con cohetes de fabricación casera y granadas de mortero contra la población israelí. En diez días de ataques israelíes ya se habían contabilizado seiscientos muertos y tres mil heridos. En 2014 se produjo una situación similar a la de 2008. El 26 de agosto de 2014 se firmó un armisticio entre ellos.
Desde marzo de 2018 cada viernes se lleva a cabo la denominada Marcha del Retorno, que consiste en manifestaciones cerca de la frontera con Israel, reclamando el regreso a las tierras de donde fueron desalojados hace setenta años. En muchas ocasiones estas marchas se tornan muy violentas y se han dado situaciones de heridos y hasta fallecidos durante las mismas.
A pesar del dominio de Hamás, también un grupo considerado como terrorista y afín a Irán, la Yihad Islámica, se ha hecho responsable de los ataques con cohetes cada vez más precisos hacia territorio de Israel, lo que genera las represalias por parte de la IDF (Fuerzas de Defensa de Israel, por sus siglas en inglés).